# Cessna
A Cessna Aircraft Company egy amerikai vállalat volt, amely dugattyúmotoros repülőgépek tervezésével és gyártásával foglalkozott. Központja a Kansas állambeli Wichitában volt. A 20. század végére a Cessna lett a legnagyobb ilyen típusú légijárműveket gyártó vállalat, mára az egymotoros-felsőszárnyas könnyű repülőgép fogalma egyet jelent a cég nevével. A céget 1927-ben alapították, 1985-ben a General Dynamics, majd 1992-ben a Textron Inc. leányvállalata lett. 2014 márciusában a vállalat megszűnt, miután a Textron felvásárolta a Beechcraft és a Hawker repülőgépgyártókat is. A Cessna mint márka, ugyanakkor továbbra is létezik, a márkanevet a Textron birtokolja.

## Története
Clyde Cessna 1911-ben készítette el első repülőgépét Kansasban, és ő volt az első ember, aki átrepülte a Sziklás-hegységet. Ezután Oklahomában nyitott műhelyt, ahol könnyű fából és szövetből álló repülőgépeket kezdett készíteni. Miután azonban támogatói megvonták tőle a támogatást, elhagyta az államot, és Wichitába költözött. Évekkel később, 1927-ben alapította meg saját vállalatát, Victor Roos-szal közösen, ez volt a Cessna-Roos Aircraft Company. Roos mindössze hat hónappal később elhagyta a közös céget, és eladta 50%-os tulajdonrészét Cessnának. Roos neve ezután kikerült a cég nevéből.
A vállalat első repülőgépe, a Cessna DC-6, 1929. október 29-én, a nagy gazdasági világválság kitörésének napján kapta meg a típusengedélyét. 1932-ben a Cessna Aircraft Company a világválság miatt bezárt. Cessna két unokatestvére, Dwane és Dwight Wallace 1934-ben megvásárolták a céget Cessnától, és újraindították a gyártást. 1937-ben a cég bemutatta az első hidroplánt, majd 1940-ben, a második világháború alatt megkapta első nagyszabású megrendelését, az Egyesült Államok hadseregétől 33 darab Cessna T-50-es repülőgépre. Ugyanabban az évben a Kanadai Királyi Légierő 180 darabra adott le megrendelést.
A háború végeztével a cég kiadta a 120-as, és a 140-es modellt. 1956-ban pedig megjelent a Cessna 172-es, mely a világ legsikeresebb repülőgépe, ezidáig több mint 44 ezer darab készült belőle, gyártása a mai napig folyik. A Cessna cég így része lett a könnyűgép-gyártók "nagy hármasának", a Piper és a Beechcraft cégekkel együtt. 1959-ben a Cessna felvásárolta a New Jersey állambeli Boontonban működő Aircraft Radio Corporation (ARC) vállalatot, amely a repülőgép-rádiók vezető gyártója volt. Ezekben az években a Cessna kibővítette az ARC termékcsaládot, és az ARC rádiókat "Cessna" rádiókká nevezte át, így az új Cessnákban ez lett a gyári opció. Ez idő alatt azonban az ARC rádiók minőségében és népszerűségében is komoly visszaesés következett be. A Cessna 1983-ig leányvállalatként birtokolta az ARC-t, majd eladta azt a Sperry repülőelektronikai gyártónak. 1960-ban a Cessna felvásárolta az ohiói McCauley Industrial Corporationt, a könnyű repülőgépek légcsavarjainak vezető gyártóját. A McCauley ezután a világ vezető légcsavargyártója lett, főként a Cessna repülőgépekbe való beépítésük révén. 1960-ban a Cessna felvásárolta a franciaországi Reims Aviation céget. 1963-ban a Cessna leszállította 50 000. repülőgépét, egy Cessna 172-est, 1975-re pedig elkészült a százezredik példány is.
1985-ben a Cessna megszűnt önálló cégként létezni. A General Dynamics Corporation felvásárolta, és teljes tulajdonú leányvállalatává vált. 1992-ben a GD eladta a Cessnát a Textron Incorporated vállalatnak.
2007. november 27-én a Cessna bejelentette, hogy az akkor új Cessna 162-est Kínában fogja gyártatni a Shenyang Aircraft Corporation céggel, aminek tulajdonosa a kínai állam. A döntést takarékossági okokból hozták meg, valamint azért, mert a vállalatnak akkoriban nem volt elég nagy gyártókapacitása az Egyesült Államokban. A Cessna döntése negatív visszhangot kapott, a panaszok főként más, kínai gyártású fogyasztási cikkek minőségi problémáit, Kína problémás emberi jogi helyzetét, az amerikai munkahelyek csökkenését és Kína USA-val való, nem túl felhőtlen politikai viszonyát emelték ki. A reakciók meglepték a Cessnát, így a vállalat PR-kampányt indított az ellenérzések elsimítása céljából. 2009-re a cég továbbra is kitartott a kínai gyártás mellett, miközben egyre több amerikai dolgozót bocsátott el  A Cessna 162 végül nem lett sikeres, és csak kis darabszámban szállították le, mielőtt a gyártást leállították.
A 2008-as gazdasági világválság alatt közel 8000 dolgozót bocsátottak el.
2011 szeptemberében a Szövetségi Légügyi Hivatal (FAA) 2,4 millió dolláros bírságot szabott ki a vállalatra, mert a mexikói Chihuahua-ban található üzemében az üvegszálas alkatrészek gyártása során nem tartotta be a minőségbiztosítási követelményeket. A túlzott páratartalom miatt az öntött alkatrészek nem keményedtek meg megfelelően. Az eljárások be nem tartása azt eredményezte, hogy repülés közben az egyik Cessna 400-as repülőgép szárnyának egy 2,1 méteres alkatrésze levált a tartógerendáról, miközben az FAA tesztpilótája vezette, bár a gép biztonságosan leszállt.
2014 márciusában a Cessna megszűnt mint vállalat, és helyette a Textron, Inc. márkája lett.

## Modellek

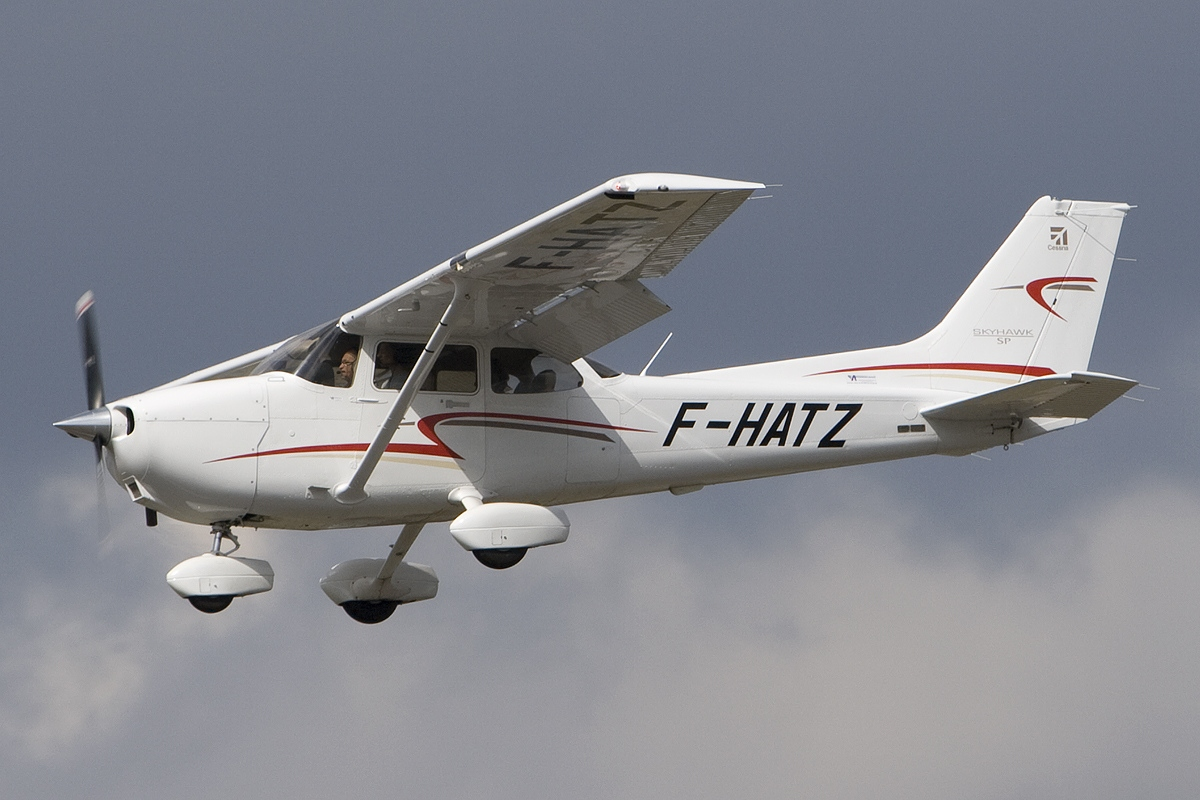
Cessna 172 Skyhawk

### Jelenleg gyártott repülőgépek
- Cessna 172 Skyhawk
- Cessna 182 Skylane
- Cessna 206 Stationair
- Cessna 208 Caravan
- Cessna 408 SkyCourier
- Cessna Citation Jet

### Egyéb ismert termékek
- Cessna 350 Corvalis
- Cessna 150
- Cessna 152
- Cessna 175
- Cessna 162 Skycatcher

## Fordítás
Ez a szócikk részben vagy egészben  a   Cessna című angol Wikipédia-szócikk ezen változatának fordításán alapul.  Az eredeti cikk szerkesztőit annak laptörténete sorolja fel. Ez a jelzés csupán a megfogalmazás eredetét és a szerzői jogokat jelzi, nem szolgál a cikkben szereplő információk forrásmegjelöléseként.